# Matthew Festing
Fra' Matthew Festing, född 30 november 1949 i Northumberland, England, död 12 november 2021 i Valletta, Malta, var en brittiskfödd romersk-katolsk ämbetsman som var Malteserordens 79:e stormästare och furste 2008–2017. Han valdes 2008 som efterträdare till Fra' Andrew Bertie. Festing avgick den 28 januari 2017 efter en dispyt med Vatikanen.